# Équipe d'Ouganda des moins de 17 ans de football
Maillots
L'équipe d'Ouganda des moins de 17 ans est une sélection de joueurs de moins de 17 ans au début des deux années de compétition placée sous la responsabilité de la Fédération d'Ouganda de football. Elle dispute sa première Coupe d'Afrique des nations (CAN) en 2019.

## Parcours en Coupe d'Afrique des nations des moins de 17 ans
- 1995 : Non inscrit
- 1997 : Non inscrit
- 1999 : Non inscrit
- 2001 : Non inscrit
- 2003 : Non inscrit
- 2005 : Non inscrit
- 2007 : Non inscrit
- 2009 : Non inscrit
- 2011 : Non inscrit
- 2013 : Non inscrit
- 2015 : Non qualifié
- 2017 : Non inscrit
- 2019 : 1er tour
- 2023 : Non qualifié